# Staten Island Advance
Le Staten Island Advance est un journal quotidien, publié dans le borough (l'un des cinq grands quartiers) de Staten Island à New York. C'est le seul journal qui est publié dans ce borough. La première publication de ce journal date de 1886, et le nombre de publications est passé de 4 500 en 1910 à 80 000 au milieu des années 1990.